# Hans Joachim Schädlich
Hans Joachim Schädlich (* 8. října 1935, Reichenbach im Vogtland) je německý spisovatel a esejista.

## Život
Hans Joachim Schädlich je synem obchodníka. Má staršího bratra, který je historik, a mladší sestru, jež se živí jako lékařka. Navštěvoval obecnou školu ve svém rodišti v Reichenbachu a poté školy v Bad Saarow a Templinu. V letech 1954 až 1959 studoval germanistiku a lingvistiku na Humboldtově univerzitě v Berlíně a na Univerzitě v Lipsku. Roku 1960 v Lipsku odpromoval s jazykovědnou prací Phonologie des Ostvogtländischen (Fonologie východofojtštiny). Od roku 1959 až do roku 1976 byl vědeckým asistentem Akademie věd NDR ve východním Berlíně.
S psaním vlastních textů započal Schädlich koncem 60. let. Přestože byly jeho texty nakladatelskými redaktory pro svou nespornou literární kvalitu ceněny, nebylo možné je kvůli ostré kritice poměrů v NDR zveřejnit. Schädlich tak své texty prezentoval zejména během setkání východoněmeckých a západoněmeckých spisovatelů ve východním Berlíně, která inicioval pozdější nositel Nobelovy ceny Günter Grass a jichž byl Schädlich od roku 1974 pravidelným hostem.
V prosinci 1976 podepsal společně s dalšími kolegy protest proti vyhoštění písničkáře Wolfa Biermanna. Následkem tohoto aktu byla jednak ztráta pozice ve východoněmecké Akademii věd a posléze šikana ze strany východoněmeckého státu, který jej evidoval pod heslem „Schädling“ (Škůdce). Schädlich byl v té době nucen živit se jako překladatel na volné noze.
Díky zprostředkování Güntera Grasse vyšly v srpnu 1977 v západoněmeckém nakladatelství Rowohlt Schädlichovy kritické texty. Sborník nazvaný Versuchte Nähe byl západoněmeckou literární kritikou přijat s nadšením, v NDR se však tlak na jeho osobu ještě zvýšil.
V prosinci 1977 bylo Schädlichovi uděleno povolení k výjezdu, díky němuž dostal možnost společně s rodinou přesídlit do Německé spolkové republiky. Tam žil nejdříve v Hamburku a poté v Dahlenburgu; od roku 1979 žije v (Západním) Berlíně.
Roku 1992 nahlédl Schädlich mezi prvními disidenty do složek tajné policie Stasi. Ze záznamů se dozvěděl, že jeho starší bratr Karlheinz pracoval pod krycím jménem „Schäfer“ (Ovčák) pro Ministerstvo státní bezpečnosti a shromažďoval informace o něm a dalších osobách, např. Günteru Grassovi. Schädlich svůj vztah s bratrem zpracoval ještě v témže roce v povídce Die Sache mit B. (Ta věc s B.).
Hans Joachim Schädlich má syna a dvě dcery. První z nich je kurátorka Anna Schädlich, druhá spisovatelka Susanne Schädlich.

## Literární ocenění
- 1977 Rauriská literární cena
- 1979 Stipendium při Ceně Andrease Gryphia
- 1986 Literární cena univerzitního města Marburku
- 1989 Cena Thomase Dehlera
- 1992 Medaile Johannese Bobrowského
- 1992 Cena Heinricha Bölla
- 1995 Cena Hanse Sahla
- 1995 Přednášky o poetice na univerzitě v Bamberku
- 1996 Kleistova cena
- 1998 Schillerova pamětní cena
- 2003 Lessingova cena spolkové země Sasko
- 2004 Cena Hoffmanna von Fallersleben
- 2005 Cena Samuela Bogumila Lindeho
- 2007 Velká literární cena Bavorské akademie krásných umění
- 2007 Preis der SWR-Bestenliste
- 2008 Literární cena města Brémy
- 2010 Corine – mezinárodní knižní cena
- 2010 Calwské stipendium Hermanna Hesseho
- 2011 Cena Josepha Breitbacha
- 2014 Berlínská literární cena
- 2014 Řád za zásluhy Spolkové republiky Německo[3]

## Přehled děl
- Versuchte Nähe (1977)
- Der Sprachabschneider (1980, společně s Amelií Glienke)
- Irgend etwas irgendwie (1984)
- Mechanik (1985)
- Tallhover (1986)
- Ostwestberlin (1987)
- Deutsche im deutschen Exil? (1988)
- Kriminalmärchen und andere Geschichten (1991)
- Schott (1992)
- Über Dreck, Politik und Literatur (1992)
- Die Sache mit B. (1992)
- Mal hören, was noch kommt. Jetzt, wo alles zu spät ist (1995)
- Der Kuckuck und die Nachtigall (1996)
- Vertrauen und Verrat (1997)
- Trivialroman (1998)
- Gib ihm Sprache (1999)
- Zwischen Schauplatz und Elfenbeinturm (2001)
- Anders (2003)
- Der andere Blick. Aufsätze, Reden, Gespräche (2005)
- Vorbei. Drei Erzählungen (2007)
- Kokoschkins Reise (2010)
- Sire, ich eile. Voltaire bei Friedrich II. Eine Novelle (2012)

## V českém překladu
- Veličenstvo, chvátám. Voltaire u Friedricha II. (Sire, ich eile)
  - přel. Vratislav Slezák, Argo, Praha, 2014, ISBN 978-80-257-1140-8